# Casa memorială Alexandru Vlahuță din Dragosloveni
Casa memorială Alexandru Vlahuță din Dragosloveni este un monument istoric aflat pe teritoriul satului Dragosloveni, comuna Dumbrăveni.